# Сблъсъкът на титаните (филм, 2010)
„Сблъсъкът на титаните“ е американски фантастичен филм, излязъл по кината през 2010 г., римейк на филма от 1981 г. със същото име, бегло основан върху старогръцкия мит за Персей. Режисиран от Луис Летериър и с участието на Сам Уортингтън в ролята на Персей, филмът е заснет на 3-D и излиза по кината на 2 април, 2010 г. На 30 март 2012 г. по кината излиза и продължение на филма, озаглавено „Гневът на титаните“. През 2011 г. е обявено, че ще се снима и трета част, озаглавена „Отмъщението на титаните“, която не е осъществена.

## Сюжет
Роден полубог, но отгледан като човек, Персей (Сам Уортингтън) не успява да спаси семейството си от Хадес (Ралф Файнс), отмъстителния бог на подземното царство. Загубил близките си, Персей предприема опасно пътуване да победи Хадес, преди той да заграби властта от Зевс (Лиъм Нийсън) и да отприщи ад на земята. Повеждайки група смели воини, Персей потегля към западния край на света. Сражавайки се с нечовешки демони и обезумели зверове, той ще оцелее само ако приеме силата си на бог, да проумее вярата си и да си изкове собствена съдба.

## Актьорски състав
- Сам Уортингтън в ролята на Персей, полубог, син на Зевс и Даная[2]
- Лиъм Нийсън в ролята на бог Зевс[2][6]
- Ралф Файнс в ролята на бог Хадес[2]
- Джема Артертън в ролята на Ио[2]
- Алекса Давалос в ролята на Андромеда[2][7]
- Изабела Мико в ролята на богиня Атина[8]
- Мадс Микелсен в ролята на Драконт, предводител на царската стража[2][9]
- Джейсън Флеминг в ролята на Акрисий, цар на Аргос и съпруг на Даная[2]
- Дани Хюстън в ролята на бог Посейдон[10]
- Тамар Хасан в ролята на бог Арес
- Пийт Посълтвейт в ролята на Спир (в митологията – Диктис), отгледал Персей[11]
- Поли Уолкър в ролята на царица Касиопея, майка на Андромеда и съпруга на Кефей
- Винсент Риган в ролята на цар Кефей, баща на Андромеда, наследил трона на Аргос след Акрисий
- Люк Евънс в ролята на бог Аполон
- Натали Кокс в ролята на богиня Артемида
- Нина Йънг в ролята на богиня Хера
- Кая Скоделарио в ролята на придворната Пехита
- Николас Хулт в ролята на Евсевий
- Иън Уайт в ролята на етиопския джин шейх Сюлейман
- Агнес Дейн в ролята на богиня Афродита
- Пол Кънман в ролята на бог Хефест
- Александър Сидиг в ролята на бог Хермес
- Шарлът Комър в ролята на богиня Деметра
- Джейн Марч в ролята на богиня Хестия
- Наталия Водянова в ролята на горгоната Медуза
- Ханс Матисън в ролята на Иксант
- Мулуд Ачур в ролята на ловеца Кукук
- Лиъм Кънингам в ролята на Солон
- Рос Мълан в ролята на граята (Форкинидата) Пемфредо

## Продукция
Римейкът на „Сблъсъкът на титаните“ започва да се разработва през 2002 г. от продуцента Адам Шрьодер и сценаристите Джон Глен и Трави Райт. Те са искали да премахнат елеманте на богове, които играят шах. Продуцентът Базил Иваник обявява проекта през 2006 със сценарий от Травис Бийчъм, фен на оригинала. Лоурънс Касдан и режисьорът Стивън Норингтън се включват през 2007. Но Норингтън не е сигурен за проекта, защото не е израснал с оригинала. Летериър, който обаче го е направил, се свързал с Норингтън през общия им агент с предложение да го смени през юни 2008. Летериър отбелязва, че оригиналният „Сблъсъкът на титаните“ го е вдъхновил за кулминацията на предишния му филм „Невероятният Хълк“ – битка в обгоряла стая с колони като в храм – и е сравнил модерни супергерои с гръцката митология. Сценаристите Фил Хей и Мат Мафреди преработват сценария на Касдан, който е написан в категорията PG-13.
Летериър иска в проекта да се включи Рей Харихаусен и се събира с концепцийния художник от „Хълк“, Арън Симс, който вече работи върху „Сблъсъкът на титаните“ с Норингтън. Симс среща трудности с дизайна на Медуза, обяснявайки "Всичките змии [в косата ѝ] еднакви ли са? Приличат ли повече на коса? Различни ли са в силует и в сянка? И колко човешко е лицето ѝ, или повече прилича на змия?... Работих върху един дизайн, но хората ми казваха 'Това ми напомня на Волдемор,’ защото няма нос.

### Място на снимките
Заснемането започва на 27 април 2009 г. в Лондон в „Шепъртън Студиос“. Части от филма са заснети и в Уелс и Канарските о-ви, главно в Тенерифе, докато въздушните сцени са заснети в Исландия и Етиопия.
Заснемането на сцени с вулкан в Хариет хол в Уелс е завършено в края на юли. Тази местност е използвана и при заснемането на Уилоу и Уличен боец.

## Видео игра
Видео игра по филма ще бъде разработена от Game Republic и ще е разпространена от Namco Bandai Games America Inc. и Warner Bros. Interactive. Играта ще позволява на играчите да играят с Персей и ще проследят историята базирана на филма. Играта ще излезе на пазара лятото.